# Burn the Witch (mangá)
Burn the Witch (estilizado como BURN ☩HE WITCH) é uma série de mangá japonesa escrita e ilustrada por Tite Kubo. Foi publicado pela primeira vez na Weekly Shōnen Jump da Shueisha como um one-shot em julho de 2018. Uma continuação serializada do one-shot está sendo publicada na mesma revista com um cronograma de lançamento sazonal. A primeira temporada de quatro capítulos foi publicada de agosto a setembro de 2020. Uma segunda temporada do mangá foi anunciada. O título da série vem de uma música de 2016 da banda inglesa Radiohead.
Um filme de anime produzido pelo Studio Colorido estreou em outubro de 2020. Uma adaptação para telefilme do capítulo do prólogo, Burn the Witch #0.8, estreou em dezembro de 2023.

## Sinopse
A história de Burn the Witch se passa no universo Bleach e segue duas bruxas, Noel Niihashi e Ninny Spangcole, que trabalham para a Western Branch of Soul Society, localizada em Reverse London.

## Personagens
Ninny Spangcole (ニニー・スパンコール, Ninī Supankōru)
Voz de: Asami Tano
Noel Niihashi (新橋 のえる, Niihashi Noeru)
Voz de: Yuina Yamada
Macy Baljure (メイシー・バルジャー, Meishī Barujā)
Voz de: Saori Hayami
Balgo Parks (バルゴ・パークス, Barugo Pākusu)
Voz de: Shimba Tsuchiya
Bruno Bangnyfe (ブルーノ・バングナイフ, Burūno Bangunaifu)
Voz de: Chikahiro Kobayashi
Billy Banx Jr. (ビリー・バンクス Jr., Birī Bankusu Junia)
Voz de: Hiroaki Hirata
Osushi-chan (オスシちゃん)
Voz de: Rie Hikisaka
Wolfgang Slashhaut (ウルフギャング・スラッシュハウト, Urufugyangu Surasshuhauto)
Voz de: Mugihito
Sullivan Squire (サリバン・スクワイア, Sariban Sukuwaia)
Voz de: Haruka Shimizu
Roy B. Dipper (ロイ・B・ディッパー, Roi B Dippā)
Voz de: Miou Tanaka
Shelby (セルビー, Serubī)
Voz de: Subaru Kimura

## Mídias

### Mangá
Escrito e ilustrado por Tite Kubo, Burn the Witch começou como um one-shot de 62 páginas publicado na Weekly Shōnen Jump da Shueisha em 14 de julho de 2018. Em março de 2020, foi anunciado que uma minissérie seria publicada na Weekly Shōnen Jump como um complemento ao filme também anunciado. A "primeira temporada" de Burn the Witch é uma continuação do capítulo único, sendo exibida na Weekly Shōnen Jump por quatro semanas, de 24 de agosto a 14 de setembro de 2020. Uma "segunda temporada" foi anunciada com o lançamento do capítulo final da primeira temporada. A Shueisha publicou a primeira temporada da série em um volume tankōbon de 260 páginas que incluía o capítulo one-shot em 2 de outubro de 2020.
| N.º | Título                          | Data de lançamento original                 | Data de lançamento português         |
| --- | ------------------------------- | ------------------------------------------- | ------------------------------------ |
| 1 | Don't Judge A Book By Its Cover | 2 de outubro de 2020 ISBN 978-4-08-882428-4 | Julho de 2021 ISBN 978-65-5982-213-3 |
| \| - 0.8. "Don't Judge A Book By Its Cover" (Não Julgue um Livro pela Capa) (one-shot) - 01. "Witches Blow A New Pipe" (As Bruxas Tocam uma Nova Corneta) - 02. "Ghillie Suit" (Traje Ghillie) - 03. "She Makes Me Special" (Ela me Torna Especial) - 04. "If A Lion Could Speak, We Couldn't Understand" (Se um Leão Pudesse Falar, Nós não Conseguiríamos Entender) \| |                                 |                                             |                                      |
| - 0.8. "Don't Judge A Book By Its Cover" (Não Julgue um Livro pela Capa) (one-shot) - 01. "Witches Blow A New Pipe" (As Bruxas Tocam uma Nova Corneta) - 02. "Ghillie Suit" (Traje Ghillie) - 03. "She Makes Me Special" (Ela me Torna Especial) - 04. "If A Lion Could Speak, We Couldn't Understand" (Se um Leão Pudesse Falar, Nós não Conseguiríamos Entender)       |                                 |                                             |                                      |

### Anime
Em março de 2020, foi anunciado que a série receberia uma adaptação para anime pelo Studio Colorido, dirigido por Tatsuro Kawano. O filme é distribuído pela Shochiku e estreou em 2 de outubro de 2020, no Japão. A música tema do filme é "Blowing", interpretada por Nil. O filme também foi transmitido em outros territórios fora da Ásia, com uma versão diferente do lançamento nos cinemas japoneses. O Crunchyroll transmitiu o filme em um formato de três episódios em 1º de outubro de 2020.
Em setembro de 2023, foi anunciado que o capítulo do prólogo, "Don't Judge A Book By Its Cover", receberia uma adaptação para anime. Estreou na TV Tokyo e mundialmente em 30 de dezembro de 2023. Foi transmitido pela Crunchyroll.

### Outras mídias
Em outubro de 2020, a série colaborou com o jogo para celular Bleach: Brave Souls, apresentando Ninny e Noel como personagens jogáveis. Produtos da colaboração Brave Souls x Burn the Witch também foram distribuídos a 150 pessoas aleatórias que interagiram com a conta do jogo no Twitter. Um ano depois, uma segunda rodada da colaboração estreou, apresentando Bruno Bangnyfe como um novo personagem, com os dois anteriores retornando; foi seguido por uma terceira rodada. A série teve um evento crossover com o jogo para celular Bleach: Immortal Soul da Oasis em maio de 2022, apresentando Ninny e Noel como personagens.

## Recepção
O primeiro volume de Burn the Witch vendeu 86066 cópias impressas na primeira semana e 68810 cópias impressas na segunda semana.
Skyler Allen, do The Fandom Post, escreveu que, apesar de não ter o mesmo "brilho" do começo de Bleach, o one-shot de Burn the Witch ainda é agradável e tem muito potencial para crescer em uma serialização completa, mas muito tempo é gasto em sua configuração para funcionar como uma história independente. Ele fez muitos elogios à arte de Kubo e aos designs de personagens memoráveis, mas criticou o one-shot como "desfocado" por ideias que não foram devidamente desenvolvidas.